# Liste der Monuments historiques in Bolandoz
Die Liste der Monuments historiques in Bolandoz führt die Monuments historiques in der französischen Gemeinde Bolandoz auf.

## Liste der Objekte
| Bezeichnung                                  | Beschreibung                                                  | Standort                        | Kennzeichnung | Schutzstatus | Datum | Bild |
| -------------------------------------------- | ------------------------------------------------------------- | ------------------------------- | ------------- | ------------ | ----- | ---- |
| Reiterskulptur Heiliger Georg                | Holz, farbig gefasst und vergoldet, Ende des 15. Jahrhunderts | in der Kirche St-Georges (Lage) | PM25000409    | Classé       | 1916  |      |
| Skulptur Madonna mit Kind                    | Holz, farbig gefasst, 18. Jahrhundert                         | in der Kirche St-Georges (Lage) | PM25000411    | Classé       | 1916  |      |
| Skulptur Sitzende Madonna mit Kind in Nische | Holz, farbig gefasst und vergoldet, 15. und 18. Jahrhundert   | in der Kirche St-Georges (Lage) | PM25000412    | Classé       | 1966  |      |
| Pietà                                        | Holz, farbig gefasst, 16. Jahrhundert                         | in der Kirche St-Georges (Lage) | PM25000413    | Classé       | 1966  |      |
| Skulptur eines Bischofs                      | Holz, farbig gefasst, 18. Jahrhundert                         | in der Kirche St-Georges (Lage) | PM25000414    | Classé       | 1966  |      |
| Wandvertäfelung des Chorraums                | mit zwei Türflügeln; Holz, Ende des 18. Jahrhunderts          | in der Kirche St-Georges (Lage) | PM25000415    | Classé       | 1966  |      |
| Grabstein eines Priesters                    | Stein, Ende des 15. Jahrhunderts                              | in der Kirche St-Georges (Lage) | PM25000410    | Classé       | 1916  |      |